# Paya Bujok. Beuramoe
Paya Bujok. Beuramoe is een bestuurslaag in het regentschap Langsa van de provincie Atjeh, Indonesië. Paya Bujok. Beuramoe telt 2211 inwoners (volkstelling 2010).